# Пітогу чубатий
Пітогу чубатий (Ornorectes cristatus) — вид горобцеподібних птахів родини Oreoicidae.

## Поширення
Пітогу чубатий поширений у тропічних гірських дощових лісах Нової Гвінеї.

## Опис
Птах завдовжки 25–26 см, вагою 78-111 г. Оперення спини, крил та хвоста темнокоричнового забарвлення, інколи майже чорного. Черево та боки оранжево-червоні. Груди, горло та верх голови винно-червоного кольору. Лицьова сторона темнокоричнева. На потилиці є чубчик з довгого пір'я. Дзьоб та ноги чорні.

## Спосіб життя
Живе у тропічному дощовому лісі. Тримається поодинці або парами. Активний вдень. Поживу шукає серед гілок чагарників. На землю спускається рідко. Живиться комахами та дрібними безхребетними.